# Office impérial aux Statistiques (Empire allemand)
L'office impérial aux Statistiques (en allemand : Kaiserliches Statistisches Amt) était un office de l'Empire allemand créé en 1872 et compétent en matière de statistique.

## Histoire
Le Kaiserliches Statistisches Amt est créé à Berlin le 23 juillet 1872. Cette administration est chargée de la production et de l'analyse des statistiques officielles de l'Empire allemand. Il est dirigé par un directeur (à partir de 1902 : président) placé sous la tutelle du secrétariat impérial de l'Intérieur.

## Chef de l'office impérial à la Santé
Directeur
1. Karl Becker (1872-1891)
2. Hans von Scheel (1891-1902)

Président
1. Leopold Wilhelmi (1902-1903)
2. Richard van der Borght (1904-1912)
3. Ernst Delbrück (1912-1923)

## Sources
- (de) Cet article est partiellement ou en totalité issu de l’article de Wikipédia en allemand intitulé « Kaiserliches Statistisches Amt » (voir la liste des auteurs).